# 장봉뵈르
장봉뵈르(프랑스어: jambon-beurre) 또는 파리지앵(프랑스어: parisien)은 프랑스의 햄 샌드위치이다. 바게트에 햄(주로 "장봉 블랑"으로 불리는 파리 햄)과 버터를 끼워 만든다. 프랑스어로 "장봉(jambon)"은 "햄"을, "뵈르(beurre)"는 "버터"를 뜻한다.

## 사진

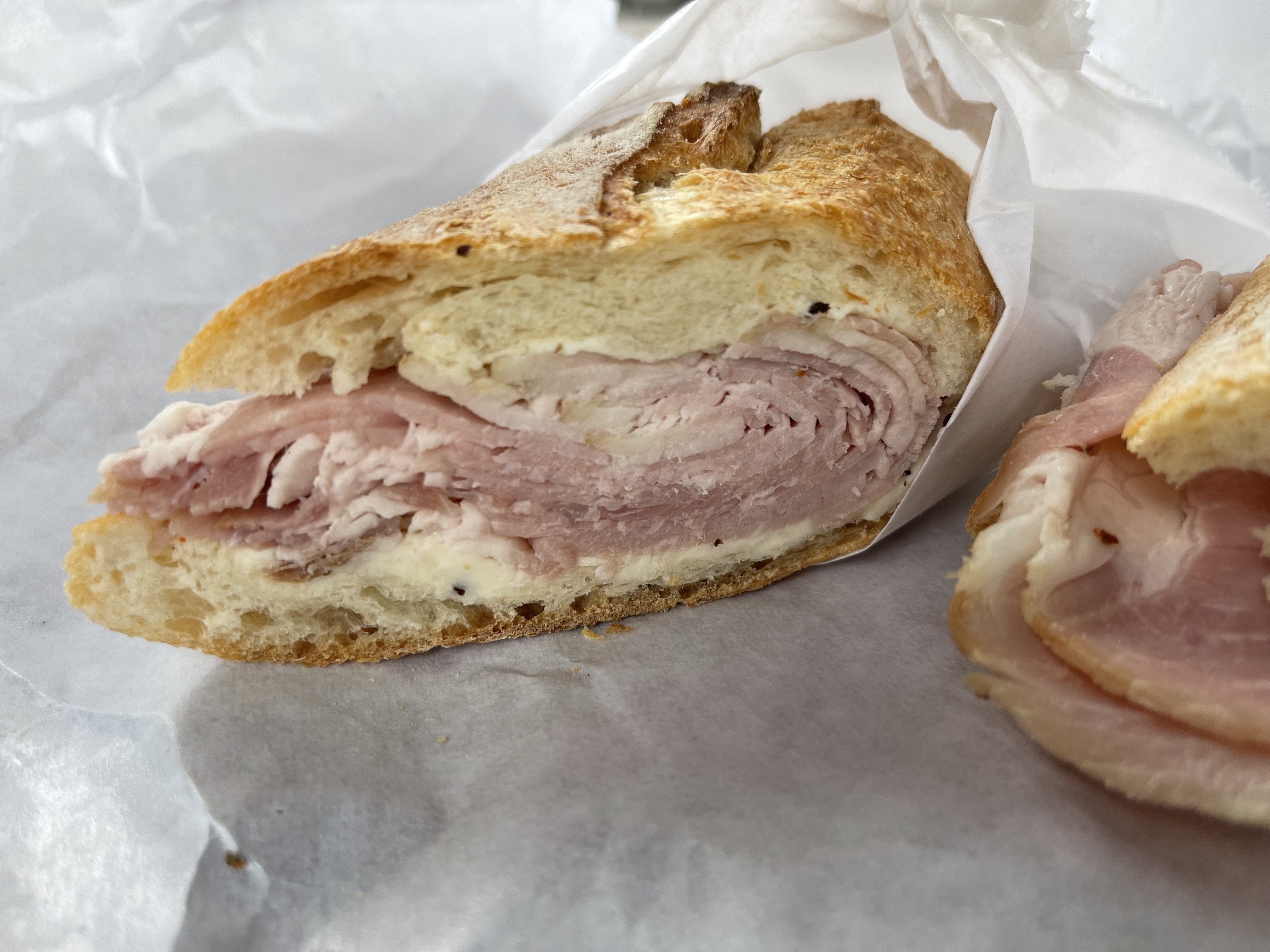
장봉뵈르 단면

## 같이 보기
- 햄 샌드위치